# Покровка (Куюргазинский район)
Покровка (баш. Покровка) — село в Куюргазинском районе Республики Башкортостан Российской Федерации. Входит в состав Бахмутского сельсовета.

## География

### Географическое положение
Расстояние до:
- районного центра (Ермолаево): 10 км,
- центра сельсовета (Бахмут): 2 км,
- ближайшей ж/д станции (Ермолаево): 10 км.

## Население
| 2002 | 2009 | 2010 |
| ---- | ---- | ---- |
| 165  | →165 | ↗169 |

Национальный состав
Согласно переписи 2002 года, преобладающая национальность — русские (90 %).